# Észak-Macedónia himnusza
Észak-Macedónia himnusza a Denes nad Makedonija (Ma Macedónia szerte) című dal, melynek zenéjét Todor Szkalovszki szerezte, illetve szövegét Valdo Maleszki írta 1943-ban. A dalt hivatalosan 1992-ben fogadta el az ország nemzeti himnuszaként az ország vezetése a többek között erről is szóló, illetve az országot független állammá kikiáltó 1991-es népszavazáson. A dal volt a szocialista Jugoszlávia Macedónia nevű tagállamának hivatalos himnusza.

## Története
A Denes nad Makedonija című dalt Vlado Maleszki, a második világháború egyik a partizán mozgalomban aktív résztvevője írta 1943-ban. Maleszki intenzív és széleskörű irodalmi tevékenysége kiterjedt a macedón ábécé kialakítására, valamint számos egyéb irodalmi mű született tollából. 
A nemzeti himnusz zenéjét Todor Szkalovszki szerezte, aki egyúttal az ország operaházában volt zeneszerző. 

## Szövege
A macedón himnusz szövege cirill betűs, IPA átírással és magyar nyelven:

## Fordítás
Ez a szócikk részben vagy egészben  a   Denes nad Makedonija című angol Wikipédia-szócikk ezen változatának fordításán alapul.  Az eredeti cikk szerkesztőit annak laptörténete sorolja fel. Ez a jelzés csupán a megfogalmazás eredetét és a szerzői jogokat jelzi, nem szolgál a cikkben szereplő információk forrásmegjelöléseként.